# The Magdalene Sisters
The Magdalene Sisters (bra: Em Nome de Deus; prt: As Irmãs de Maria Madalena) é um filme britano-irlandês de 2002, do gênero drama, dirigido por Peter Mullan.

## Sinopse
O cenário é a Irlanda, década de 60. Margaret foi estuprada num casamento por seu primo; Bernardette é muito bonita e por isso representa um perigo para os homens da vizinhança; Rose e Crispina são mães solteiras. Por causa disso essas quatro mulheres são mandadas para um convento por seus familiares, com o intento de "pagar por seus pecados". Essa punição é por tempo indeterminado, o que significa uma vida de trabalhos forçados na lavanderia do asilo católico, no qual as internas são conhecidas como as "Irmãs Magdalena". Humilhadas regularmente pelas madres, que não toleram desobediência, muitas vezes usando castigos físicos, as quatro precisam desafiar a violência à qual são submetidas. O filme é inspirado nas instituições chamadas de Asilos de Madalena.[carece de fontes?]

## Elenco
- Geraldine McEwan .... irmã Bridget
- Anne-Marie Duff .... Margaret
- Nora-Jane Noone .... Bernadette
- Dorothy Duffy .... Rose/Patricia
- Eileen Walsh .... Crispina